# 340 Eduarda
Eduarda (asteroide 340) é um asteroide da cintura principal com um diâmetro de 30,24 quilómetros, a 2,4236552 UA. Possui uma excentricidade de 0,1173656 e um período orbital de 1 662 dias (4,55 anos).
Eduarda tem uma velocidade orbital média de 17,97412485 km/s e uma inclinação de 4,67867º.
Esse asteroide foi descoberto em 25 de Setembro de 1892 por Max Wolf.